# Костромской железнодорожный мост
Костромской железнодорожный мост — железнодорожный мост через реку Волгу в городе Костроме, находящийся на перегоне Разъезд Каримово — Кострома-Новая Северной железной дороги.
Семипролётный мост. 1-4 пролёты перекрыты фермами с ездой поверху, 5-7 пролёты - фермами с ездой понизу. Расположен на 603,0 км реки Волга, считая от Московского Южного порта.

## История
Необходимость строительства железнодорожного моста для Костромы возникла еще в конце XIX в. в связи с завершением строительства в 1887 года железной дороги Нерехта — Кострома. В 1907 году костромичи направили прошение на имя императора Николая II. С просьбой к высшему руководству страны о строительстве железнодорожного моста костромичи обратились в декабре 1927 г.
В 1929 году был заложен первый кессон. 29 февраля 1932 года в 2 ч. 30 м. было закончено замыкание-сборка моста.
Сметная стоимость – более 8 млн руб. В строительстве принимало участие 2000 человек.
Металлоконструкции моста изготовлены на днепропетровском заводе металлоконструкций треста Стальмост (бывший мостовой цех завода им. Петровского, ныне ОАО «Днепропетровский завод металлоконструкций им. И. В. Бабушкина»). Возведение моста стало крупнейшей и поистине исторической для костромичей стройкой первой пятилетки.
И 1 марта 1932 года газета «Северная правда» в передовой статье восторженно сообщала: «Одержана новая победа. В ночь с 28 на 29 февраля в 2 часа 30 минут левобережная и правобережная части моста сомкнуты…».

## Судоходство
Мост имеет два судоходных пролёта - пятый от правого берега (шириной 147,5 м) для судов и плотов идущих вниз, шестой (шириной 165 м) для судов идущих вверх. Высота судоходных пролётов: 17,5 м от проектного уровня, 15,4 м от расчётного уровня.